# Vlado Lorber
Vlado Lorber, amaterski arheolog, kulturni delavec in učitelj, * 1908 v Braslovče,  † 1986 Andrenci.

## Življenje
Po opravljeni petletki je obiskoval meščansko šolo v Celju, nato v letih 1924 - 1928 učiteljišče v Mariboru, ter leta  1933 opravil učiteljski ispit. Svojo učiteljsko pot je začel v Gornji Radgoni, nato v Šentilju.
Leta 1935 je prišel v Cerkvenjak in v Andrencih kupil manjše posestvo in tu gospodaril do  vojne, med vojno je bil uslužbenec krajevne posojilnice, in po osvoboditvi matičar. Leta 1948 je spet začel poučevati in tokrat ostal učitelj  nemščine in likovnega pouka na cerkvenjaški šoli vse do upokojitve leta 1971.

## Delo
Lorber se je tudi ukvarjal z lutkarstvom, amaterskim igralstvom, fotografstvom, zlasti cenjen je bil kot slikar amater, in izdelovalec gledaliških scen. Najpomembnejši del njegovega udejstvovanja zagotovo zavzema arheološko delo saj si je z njim pridobil celo mednarodni sloves.
Odlično je sodeloval z upravnikom mariborskega muzeja Franjem Bašem in arheologom Stankom Pahičem iz Maribora, aktivno bil udeležen pri izkopavanjih znanih pošteljskih grobišč pod Pohorjem, v petdesetih letih pa se je povsem posvetil raziskovanju prazgodovine cerkvenjaškega območja in okolice. O bogatih najdiščih sta s Pahičen poročala v Arheološkem vestniku leta 1954 (Arheološka najdišča pri Cerkvenjaku v Slovenskih goricah), Pahič pa je Lorberjeva odkritja tudi kasneje vključeval v vse svoje strokovne objave. Lorberjevo delo na področju slovenske arheologije je Pahič celovito predstavil v spominski publikaciji Skrivnostni svet starin pri Cerkvenjaku leta 1986.

## Vir
- Bernard Rajh; Marjan Toš, ur. (2001). Podoba kraja Občine Cerkvenjak. Slovenskogoriški forum. COBISS 45861121. ISBN 961-90917-0-1.
- Podatki iz arhiva Osnovne šole Cerkvenjak
- Vlado Lorber in Stanko Pahič,Skrivnostni svet starin pri Cerkvenjaku,1986